# Primavera berbera
Il termine Primavera berbera (in berbero Tafsut n Imaziɣen o semplicemente Tafsut) designa l'insieme degli eventi che si svolsero nella primavera del 1980 in Cabilia e ad Algeri, durante i quali si manifestò per la prima volta pubblicamente l'esigenza di un riconoscimento della lingua e della cultura berbera in Algeria. Si tratta anche del primo movimento popolare di opposizione alle autorità algerine dopo l'indipendenza del 1962.

## Le cause
I berberi che ancora parlano la loro lingua sono tra un quarto ed un terzo della popolazione algerina. Dall'indipendenza del paese, l'arabo ha sostituito il francese come lingua ufficiale. La politica linguistica algerina si traduce in un'arabizzazione massiccia dell'amministrazione e dell'insegnamento.
Una riflessione sulla situazione linguistica emerge innanzitutto tra alcuni intellettuali all'estero (tra i quali Taos Amrouche, Mouloud Mammeri e i membri dell'Accademia berbera).
All'interno del paese, la maggior concentrazione di berberofoni si trova in Cabilia. L'università di Tizi-Ouzou, fondata nel 1977, rappresenta un terreno di scambi culturali. Come dappertutto, anche qui l'organizzazione di dibattiti e concerti, oltre che la rappresentazione di spettacoli teatrali in lingua berbera sono subordinate ad un'autorizzazione delle autorità, e spesso ottengono un rifiuto.

## Gli avvenimenti
10 marzo 1980: i responsabili del Centro universitario di Tizi Ouzou annullano una conferenza dello scrittore Mouloud Mammeri sulla poesia cabila antica. I responsabili di questa decisione rifiutano di dare spiegazioni: sembra trattarsi di disposizioni dall'alto.
11 marzo: manifestazioni a Tizi Ouzou, scioperi in Cabilia e ad Algeri.
7 aprile: imponente manifestazione a Algeri. La repressione è durissima e la giornata si conclude con un centinaio di arresti, numerosi feriti e forse anche un morto. Altri raduni si registrano in diverse cittadine della Cabilia.
7 aprile: inizio dello sciopero all'università di Tizi Ouzou.
8 aprile: un'altra manifestazione converge su Algeri, ma senza reazioni violente da parte della polizia.
10 aprile: sciopero generale in Cabilia. Il sindacato degli studenti (UNJA), vicino al governo, denuncia che alcuni manifestanti sarebbero "teleguidati dall'estero".
17 aprile: in un discorso, il presidente algerino Chadli Bendjedid dichiara che l'Algeria è un paese "arabo, musulmano, algerino" e che "democrazia non significa anarchia".
Lo stesso giorno, gli scioperanti vengono espulsi dall'ospedale di Tizi Ouzou e dai locali della SONELEC (una fabbrica di materiale elettrico con 1300 operai).
20 aprile: l'università di Tizi Ouzou viene presa d'assalto dalle forze dell'ordine nel corso dell'operazione Mizrana, durante la quale gli studenti vengono percossi selvaggiamente, caricati su cellulari e portati in caserma per interrogatori e torture. Dalle violenze non si salvano neppure le ragazze.
Il movimento continuerà poi con manifestazioni attive di sostegno ai 24 detenuti condannati a pene varie di reclusione.

## Le conseguenze

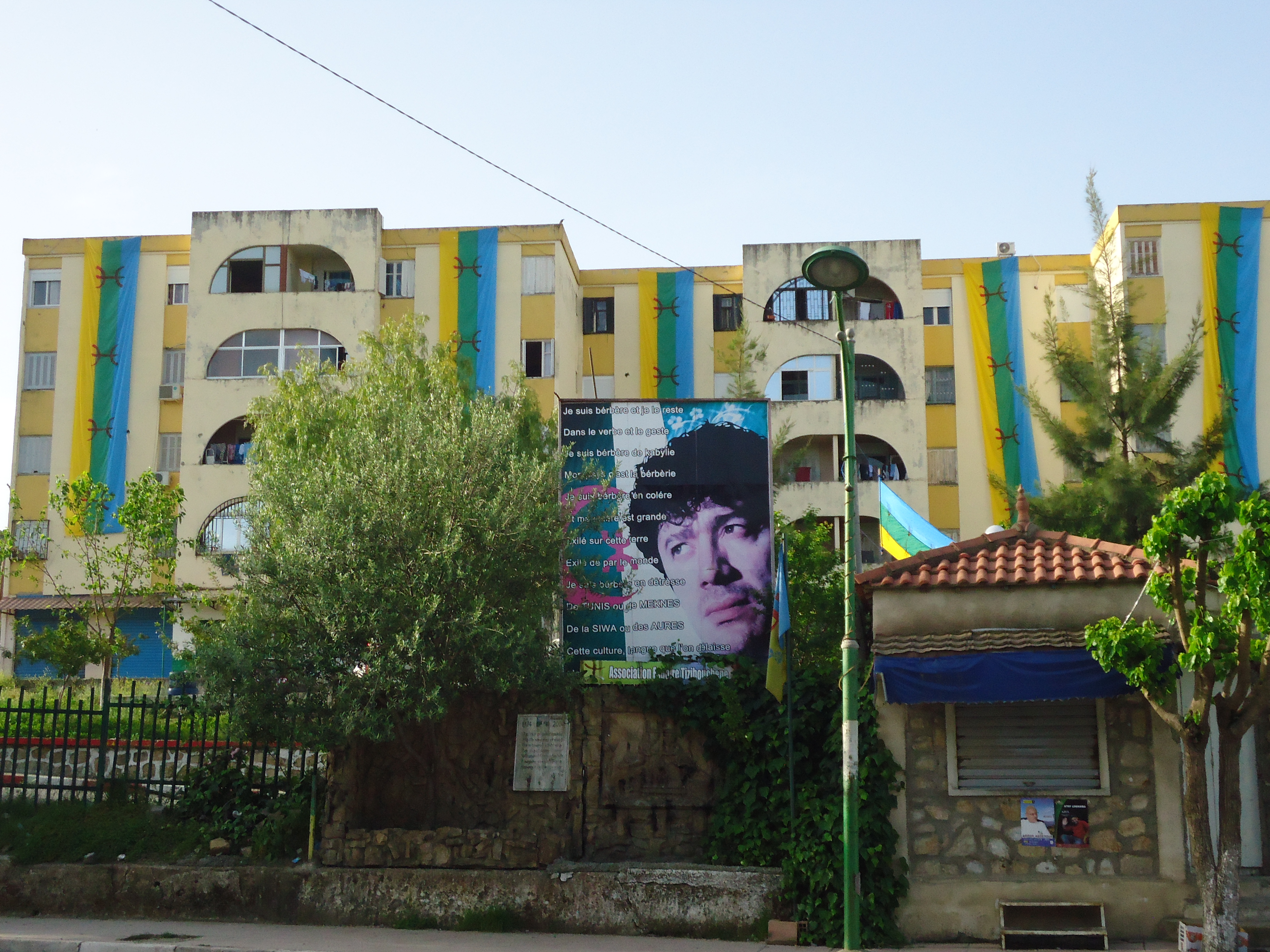
Murales ad Azazga in occasione dell'anniversario del 2016 della primavera berbera

Politicamente, quello della Primavera Berbera è il primo movimento popolare spontaneo dell'Algeria dopo l'indipendenza. Esso aprì la via ad una messa in discussione del regime algerino. Questi moti prefigurano quelli di Costantina del 1986 e d'Algeri del 1988.
Sul piano sociale, il movimento traduce l'emergere di una generazione di intellettuali impegnati nella lotta democratica (si citano ad esempio Tahar Djaout e Ferhat Mehenni).
Sul piano culturale, la Primavera berbera rompe il tabù linguistico e culturale: è l'espressione della contestazione dell'arabizzazione intensiva dell'amministrazione a spese del berbero. Nell'estate dello stesso 1980, a Yakouren, si tenne un seminario che affrontò per la prima volta esplicitamente queste tematiche, e diede vita al Movimento Culturale Berbero (MCB).
Questa presa di coscienza identitaria ha in seguito toccato anche il vicino Marocco, in cui questi avvenimenti vengono commemorati ogni anno dalle associazioni culturali berbere.